# Església dels arcàngels Miquel i Gabriel de Plopiș

L'església dels arcàngels Miquel i Gabriel és una església ortodoxa romanesa del poble de Plopiș, comuna Șișești, comtat de Maramureș (Romania). Construïda el 1798, és un dels vuit edificis que formen les esglésies de fusta de Maramureș, Patrimoni Mundial de la UNESCO. També està catalogada com a monument històric pel Ministeri de Cultura i Afers Religiosos de Romania.

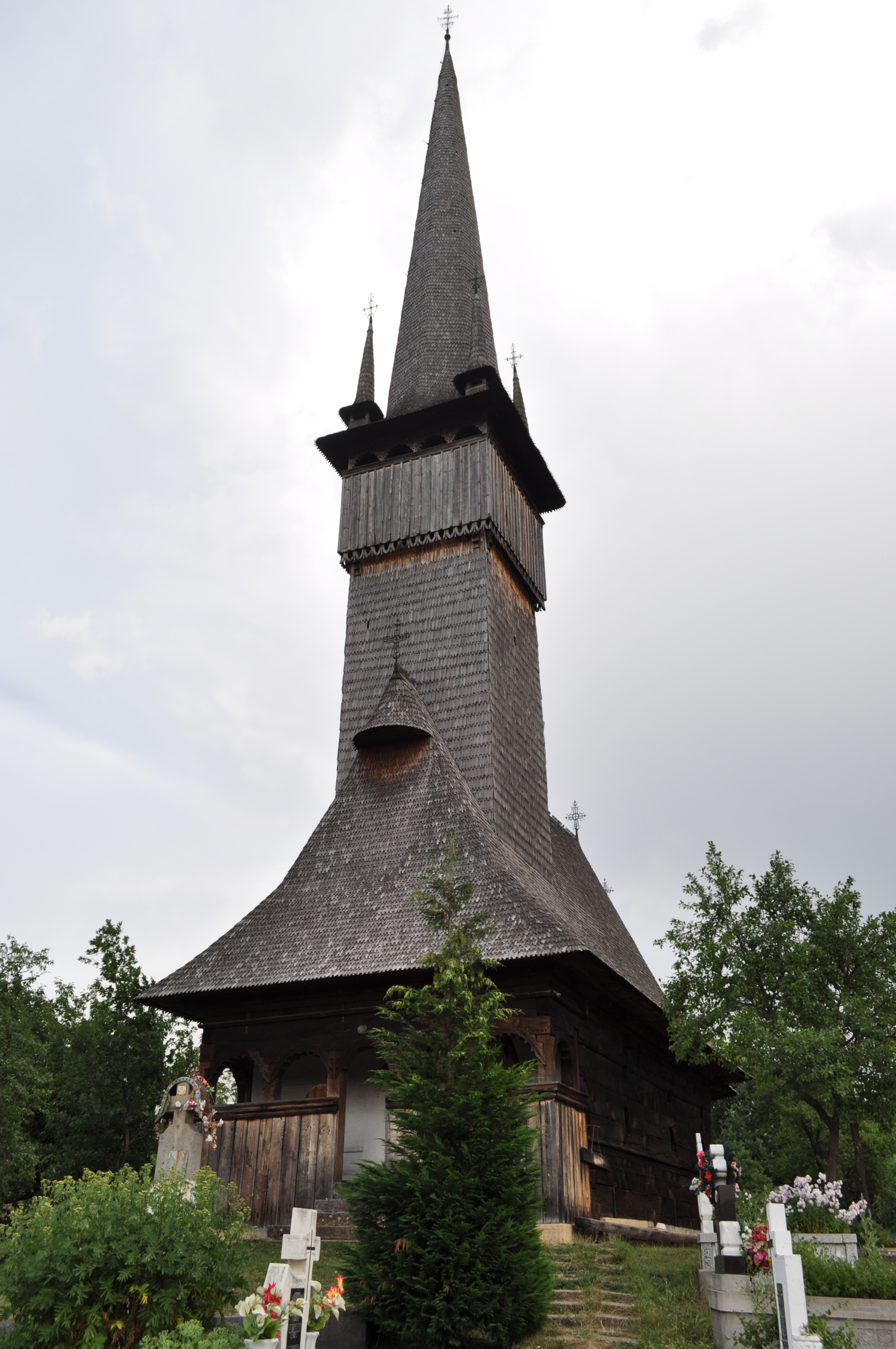
Església de fusta de Plopiș